# Bartek Kaszuba
Bartek Kaszuba (ur. 8 października 2002 w Knurowie) – polski wokalista.

## Życiorys
Urodził się i wychował w Knurowie w województwie śląskim. Ma trójkę rodzeństwa. Od szóstego roku życia uczęszczał na zajęcia wokalne. W 2012 zadebiutował na deskach Gliwickiego Teatru Muzycznego jako Młody Tarzan w musicalu pt. Tarzan reżyserowanym przez Tomasza Dutkiewicza. Grał również tytułową postać w musicalu Mały Książę (2013) w reżyserii Cezarego Domagały oraz rolę Friedricha w musicalu Dźwięki muzyki (2014) reżyserowanym przez Marię Sartową.
W 2016 dzięki coverowi do piosenki "Love Yourself" z repertuaru Justina Biebera, który nagrał z Sylwią Lipką, zdobył uwagę menedżera, Remigiusza Łupickiego, dzięki czemu 17 września 2016 podpisał kontrakt płytowy z wytwórnią MyMusic i stał się pełnoprawną częścią projektu Young Stars. 31 października 2016 wydał debiutancki singiel "Bo nie ma cię tu". 1 grudnia wystąpił podczas Young Stars XMas Show w Poznaniu. W 2017 wydał dwie kolejne piosenki - "Tu i teraz" i "Kolory", a także wystąpił na Young Stars Festival 2017 i Young Stars On Tour 2017. W 2017 występował jako support przed koncertami Sylwii Lipki w 23 miastach.
5 października 2018 wydał singiel "My", który premierowo wykonał na Young Stars Festival 2018. Następnie wydał singiel "Robimy co chcemy", który nagrał w duecie z Arturem Sikorskim.  23 listopada 2018 roku wydał swój pierwszy album studyjny pt. My, który dotarł do siódmego miejsca w rankingu OLiS. Po premierze płyty został zaproszony do programu śniadaniowego Dzień dobry TVN, podczas którego zaśpiewał utwór promujący swoją debiutancką płytę. W grudniu 2018 wystąpił w sześciu miastach podczas ogólnopolskiej trasy Young Stars On Tour 2018.
Wsparł projekt Artyści przeciw nienawiści, występując na koncercie 27 lutego 2019 na Atlas Arenie w Łodzi. 24 marca 2019 wyruszył w ogólnopolską trasę koncertową pod hasłem My On Tour, która zakończyła się 17 listopada 2019 w Warszawie. W tym okresie wystąpił także na Young Stars Festival 2019 na warszawskim Torwarze. 10 czerwca 2020 wydał singiel "Ta chwila", a w wakacje zorganizował pierwszy obóz młodzieżowy pod hasłem Bartek Kaszuba Camp, podczas którego jego fani mogli uczestniczyć w koncertach i zajęciach rozwijających ich pasje. 27 grudnia 2020 wydał singiel "Ciepły front".

## Dyskografia

### Albumy
| Tytuł | Data wydania albumu | Wydawca  |
| ----- | ------------------- | -------- |
| My    | 23 listopada 2018   | My Music |

### Występy gościnne
| Album                            | Tytuł singla z udziałem Kaszuby      | Rok  | Wydawca  |
| -------------------------------- | ------------------------------------ | ---- | -------- |
| Przed siebie – Remigiusz Łupicki | "Chciałbym"                          | 2017 | My Music |
| Sekret – Remigiusz Łupicki       | "Daję, co chcesz"                    | 2018 | My Music |
| -                                | "Możesz" (z Young Stars Team)        | 2018 | My Music |
| –                                | "To twój dzień" (z Young Stars Team) | 2018 | My Music |
| Szczęście – Agata Gładysz        | "Jeszcze więcej"                     | 2019 | My Music |
| –                                | "Sekundy"                            | 2020 | My Music |
| "#BOOTCAMP" – Young Stars Team   | "Zanim będziemy dorośli"             | 2020 | My Music |
| "#BOOTCAMP" – Young Stars Team   | "Miasto"                             | 2020 | My Music |
| "#BOOTCAMP" – Young Stars Team   | "Nowe pokolenie"                     | 2020 | My Music |
| "#BOOTCAMP" – Young Stars Team   | "Wolę prawdę"                        | 2020 | My Music |

## Teledyski
| Tytuł              | Rok  | Produkcja          | Album |
| ------------------ | ---- | ------------------ | ----- |
| "Bo nie ma cię tu" | 2016 | Smoła Studio       | My    |
| "Tu i teraz"       | 2017 | Smoła Studio       | My    |
| "Kolory"           | 2017 | Smoła Studio       | My    |
| "My"               | 2018 | Smoła Studio       | My    |
| "Robimy co chcemy" | 2018 | Smoła Studio       | My    |
| "Ta chwila"        | 2020 | Bartosz Ciesielski | –     |
| "Ciepły front"     | 2020 | Studio POWIDOK     |       |